# Liu Fangzhou
Pour les articles homonymes, voir Liu.
Dans ce nom chinois, le nom de famille, Liu, précède le nom personnel.
Liu Fangzhou, née le 12 décembre 1995 à Tianjin en Chine, est une joueuse de tennis chinoise professionnelle.

## Palmarès

### Finale en simple en WTA 125
| No | Date       | Nom et lieu du tournoi                                 | Catégorie | Dotation  | Surface    | Vainqueure | Score         |          |
| -- | ---------- | ------------------------------------------------------ | --------- | --------- | ---------- | ---------- | ------------- | -------- |
| 1  | 21-07-2014 | Zhonghong Jiangxi International Women's Open, Nanchang | WTA 125   | 125 000 $ | Dur (ext.) | Peng Shuai | 6-2, 3-6, 6-3 | Parcours |

## Parcours en «Premier Mandatory» et «Premier 5»
Découlant d'une réforme du circuit WTA inaugurée en 2009, les tournois WTA « Premier Mandatory » et « Premier 5 » constituent les catégories d'épreuves les plus prestigieuses, après les quatre levées du Grand Chelem.

### En simple dames
| Année |              | Premier Mandatory | Premier Mandatory | Premier Mandatory | Premier Mandatory |       | Premier 5 | Premier 5 | Premier 5  | Premier 5 | Premier 5 | Premier 5                    | Premier 5                    |
| Année | Indian Wells | Miami             | Madrid            | Pékin             | Dubaï             | Dubaï | Rome      | Canada    | Cincinnati | Wuhan     | Wuhan     |                              |                              |
| Année | Indian Wells | Miami             | Madrid            | Pékin             | Dubaï             | Dubaï | Rome      | Canada    | Cincinnati | Wuhan     | Wuhan     |                              |                              |
| Année | Indian Wells | Miami             | Madrid            | Pékin             | Dubaï             | Dubaï | Rome      | Canada    | Cincinnati | Wuhan     | Wuhan     |                              |                              |
| 2015  |              |                   |                   |                   |                   |       |           |           |            |           |           | 1er tour (1/32) M. Niculescu | 1er tour (1/32) M. Niculescu |

Sous le résultat, l’ultime adversaire.

## Classements WTA en fin de saison
| Année          | 2012 | 2013 | 2014 | 2015 | 2016 | 2017 | 2018 | 2019 | 2020 | 2021 | 2022 | 2023 | 2024 |
| Rang en simple | 598  | 301  | 242  | 167  | 157  | 156  | 135  | 240  | 250  | 462  | 553  | 477  | 331  |
| Rang en double | –    | 1016 | 1199 | 1105 | 687  | 509  | 669  | 513  | 635  | 861  | 494  | 575  | 486  |

Source : (en) Classements de Liu Fangzhou sur le site officiel de la Fédération internationale de tennis